# Карымск (Бурятия)
Кары́мск — село в Прибайкальском районе Бурятии. Входит в сельское поселение «Турунтаевское».

## Этимология
Во времена покорения Сибири карымами называли крещёных бурят, а такие селения соответственно карымскими.

## География
Расположено в 8 км к северо-востоку от районного центра, села Турунтаево, на правобережье реки Итанцы, при впадении в неё речек Большая Билюта и Малая Билюта.

## История
Упоминается в списках 1735 года Г. Ф. Миллера как деревня Карымская или Хохуртаевская. В советское время в селе была центральная усадьба колхоза им. Чкалова, впоследствии вошедшего в колхоз «Прибайкалец».

## Население
| 2002 | 2010 |
| ---- | ---- |
| 247  | ↗258 |

## Инфраструктура
Начальная общеобразовательная школа, сельский клуб.